# Limba (popolo)
I Limba sono un gruppo etnico della Sierra Leone, dove rappresentano il 12,4% della popolazione totale, rendendoli il terzo gruppo etnico più numeroso nel paese. I Limba hanno sede nel nord del paese, prevalentemente nella Provincia settentrionale, e nella capitale Freetown. Un piccolo numero si trova anche in Guinea.
Si ritiene che i Limba siano il primo popolo indigeno della Sierra Leone. Parlano una lingua classificata come un ramo isolato all'interno della famiglia delle lingue niger-kordofaniane, che non è correlata alle altre lingue del paese. Durante il XVI, XVII e XVIII secolo, molti Limba furono deportati nel Nord America come schiavi.
I Limba sono principalmente coltivatori di riso, ma anche commercianti e cacciatori. I loro affari comunitari sono governati dai capi villaggio.